# ハンチュのピロール合成
ハンチュのピロール合成（ハンチュのピロールごうせい、Hantzsch pyrrole synthesis）は、β-ケトエステル(1)とアンモニア（または1級アミン）とα-ハロケトン(2)から置換ピロール(3)を合成する化学反応である。